# Oenopota maurellei
Oenopota maurellei är en snäckart som först beskrevs av Dall och Bartsch 1910.  Oenopota maurellei ingår i släktet Oenopota och familjen kägelsnäckor. Inga underarter finns listade i Catalogue of Life.